# Histon FC
Histon FC (celým názvem: Histon Football Club) je anglický fotbalový klub, který sídlí ve vesnici Histon and Impington v nemetropolitním hrabství Cambridgeshire. Založen byl v roce 1904 pod názvem Histon Institute FC. Od sezóny 2017/18 hraje v Eastern Counties League Premier Division (9. nejvyšší soutěž). Klubové barvy jsou červená a černá.
Své domácí zápasy odehrává na stadionu Bridge Road s kapacitou 3 800 diváků.

## Historické názvy
Zdroj: 
- 1904 – Histon Institute FC (Histon Institute Football Club)
- 1960 – Histon FC (Histon Football Club)

## Úspěchy v domácích pohárech
Zdroj: 
- FA Cup
  - 3. kolo: 2008/09
- FA Trophy
  - 4. kolo: 2000/01, 2004/05
- FA Vase
  - 4. kolo: 1990/91, 1996/97, 1999/00

## Umístění v jednotlivých sezonách
Stručný přehled
Zdroj: 
- 1960–1963: Delphian League
- 1963–1965: Athenian League (Division Two)
- 1965–1988: Eastern Counties League
- 1988–1995: Eastern Counties League (Premier Division)
- 1995–1997: Eastern Counties League (Division One)
- 1997–2000: Eastern Counties League (Premier Division)
- 2000–2004: Southern Football League (Eastern Division)
- 2004–2005: Southern Football League (Premier Division)
- 2005–2007: Conference South
- 2007–2011: Conference Premier
- 2011–2014: Conference North
- 2014–2016: Southern Football League (Premier Division)
- 2016–2017: Southern Football League (Division One Central)
- 2017– : Eastern Counties League (Premier Division)

Jednotlivé ročníky
Zdroj: 
Legenda: Z - zápasy, V - výhry, R - remízy, P - porážky, VG - vstřelené góly, OG - obdržené góly, +/- - rozdíl skóre, B - body, červené podbarvení - sestup, zelené podbarvení - postup, fialové podbarvení - reorganizace, změna skupiny či soutěže
| Sezóny  | Liga                                            | Úroveň | Z  | V  | R  | P  | VG  | OG | +/- | B  | Pozice |
| ------- | ----------------------------------------------- | ------ | -- | -- | -- | -- | --- | -- | --- | -- | ------ |
| 2009/10 | Conference Premier                              | 5      | 44 | 11 | 13 | 20 | 44  | 67 | -23 | 46 | 18.    |
| 2010/11 | Conference Premier                              | 5      | 46 | 8  | 9  | 29 | 41  | 90 | -49 | 28 | 24.    |
| 2011/12 | Conference North                                | 6      | 42 | 12 | 15 | 15 | 67  | 72 | -5  | 51 | 16.    |
| 2012/13 | Conference North                                | 6      | 42 | 11 | 11 | 20 | 48  | 73 | -25 | 44 | 19.    |
| 2013/14 | Conference North                                | 6      | 42 | 7  | 11 | 24 | 42  | 76 | -34 | 32 | 21.    |
| 2014/15 | Southern Football League (Premier Division)     | 7      | 44 | 13 | 10 | 21 | 53  | 74 | -21 | 49 | 18.    |
| 2015/16 | Southern Football League (Premier Division)     | 7      | 46 | 11 | 7  | 28 | 63  | 98 | -35 | 40 | 22.    |
| 2016/17 | Southern Football League (Division One Central) | 8      | 42 | 9  | 4  | 26 | 54  | 93 | -39 | 34 | 21.    |
| 2017/18 | Eastern Counties League (Premier Division)      | 9      | 46 | 25 | 8  | 13 | 100 | 62 | +38 | 83 | 6.     |
| 2018/19 | Eastern Counties League (Premier Division)      | 9      | 46 |    |    |    |     |    |     |    |        |